# Постолівська сільська рада
Постолі́вська сільська́ ра́да — адміністративно-територіальна одиниця та орган місцевого самоврядування в Гусятинському районі Тернопільської області. Адміністративний центр — село Постолівка.

## Загальні відомості
- Територія ради: 28,175 км²
- Населення ради: 1 363 особи (станом на 2001 рік)
- Територією ради протікає річка Гнила

## Населені пункти
Сільській раді підпорядковані населені пункти:
- с. Постолівка

## Склад ради
Рада складається з 16 депутатів та голови.
- Голова ради: Шмокалюк Ярослав Зіновійович
- Секретар ради: Бабій Ольга Іванівна

### Керівний склад попередніх скликань
| Прізвище, ім'я, по батькові  | Основні відомості                                                                          | Дата обрання | Дата звільнення |
| ---------------------------- | ------------------------------------------------------------------------------------------ | ------------ | --------------- |
| Бабій Марія Іванівна         | Сільський голова, 1965 року народження, член Соціалістичної партії України                 | 26.03.2006   | 31.10.2010      |
| Шмокалюк Ярослав Зіновійович | Сільський голова, 1962 року народження, освіта вища, член політичної партії «Наша Україна» | 31.10.2010   |                 |

Примітка: таблиця складена за даними сайту Верховної Ради України

### Депутати
За результатами місцевих виборів 2010 року депутатами ради стали:

#### За суб'єктами висування
| Суб'єкт висування | Кількість обраних депутатів | %   |
| ----------------- | --------------------------- | --- |
| Самовисування     | 16                          | 100 |

#### За округами
| № округу | Прізвище, ім'я, по батькові | Дата визнання обраним | Освіта             | Партійна приналежність                    | Відомості про обраного депутата                       |
| -------- | --------------------------- | --------------------- | ------------------ | ----------------------------------------- | ----------------------------------------------------- |
| 1        | Чура Михайло Антонович      | 03.11.2010            | вища               | позапартійний                             | пенсіонер, медсестра                                  |
| 2        | Набожняк Ігор Олексійович   | 03.11.2010            | вища               | позапартійний                             | Навчається, сторож                                    |
| 3        | Музичка Світлана Петрівна   | 03.11.2010            | вища               | позапартійна                              | приватний підприємець                                 |
| 4        | Кормило Євген Ярославович   | 03.11.2010            | вища               | позапартійний                             |                                                       |
| 5        | Яворський Ярослав Іванович  | 03.11.2010            | вища               | позапартійний                             | приватний підприємець                                 |
| 6        | Максимець Іван Богданович   | 03.11.2010            | вища               | позапартійний                             | тимчасово не працює                                   |
| 7        | Янушевська Галина Карлівна  | 03.11.2010            | вища               | позапартійна                              | Сільська амбулаторія, медсестра                       |
| 8        | Малькут Михайло Степанович  | 03.11.2010            | вища               | позапартійний                             | тимчасово не працює                                   |
| 9        | Мороз Іван Михайлович       | 03.11.2010            | середня            | член Всеукраїнського об'єднання «Свобода» | АФ «Постолівська», тракторист                         |
| 10       | Череватий Петро Євгенович   | 03.11.2010            | вища               | позапартійний                             | приватний підприємець                                 |
| 11       | Мостецький Ігор Богданович  | 03.11.2010            | середня спеціальна | позапартійний                             | тимчасово не працює                                   |
| 12       | Бабій Ольга Іванівна        | 03.11.2010            | вища               | позапартійна                              | Сільська рада, секретар виконкому                     |
| 13       | Лахман Ольга Степанівна     | 03.11.2010            | вища               | позапартійна                              | Постолівська загальноосвітня школа І-ІІІ ст., вчитель |
| 14       | Набожняк Іван Михайлович    | 03.11.2010            | середня спеціальна | член Всеукраїнського об'єднання «Свобода» | АФ «Постолівська», пасічник                           |
| 15       | Чорнобай Іван Степанович    | 03.11.2010            | середня            | позапартійний                             | АФ «Постолівська», тракторист                         |
| 16       | Гуменний Іван Михайлович    | 03.11.2010            | середня спеціальна | позапартійний                             | Постолівська загальноосвітня школа І-ІІІ ст., майстер |